# Vermittlungstechnik
Die Vermittlungstechnik ist ein Teilgebiet der Nachrichtentechnik, das sich mit den Verfahren und technischen Einrichtungen zur Herstellung von nur zeitweilig bestehenden Nachrichtenverbindungen zwischen wechselnden Endstellen über ein Nachrichtennetz befasst. Die Endstellen (Teilnehmer, Endgeräte, Telefone, Modems) sind an das Nachrichtennetz angeschlossen und mittels einer Rufnummer bzw. Adresse gekennzeichnet. Beim Auf- und Abbau von Rufverbindungen und dem Betrieb der Endstellen werden von den Endstellen Signalisierungsinformation mit dem Netz ausgetauscht, zum Beispiel die gewählte Rufnummer, Indikationen zur Belegung der Leitungen und bei älteren analogen Teilnehmersignalisierungen Hörtöne und das Rufsignal.
Die Prinzipien der Vermittlungstechnik werden auch bei konventionellen Telefonanlagen angewendet.
Im Gegensatz zur Vermittlungstechnik verfügt die Multiplextechnik nicht über Signalisierungstechniken für den Auf- und Abbau von Nachrichtenverbindungen. Bei der Multiplextechnik werden die Verbindungen zwar ebenfalls nur zeitweise geschaltet. Der Verbindungsweg wird in der Multiplextechnik aber über eine zentrale Steuerung geschaltet, die in einem Netzmanagementsystem realisiert sein kann. Wegen der Ähnlichkeit der Techniken wird die Multiplextechnik oft als Teilgebiet der Vermittlungstechnik betrachtet.

## Aufgaben
Aufgaben der Vermittlungstechnik sind:
Verbindungsaufbau
Während des Verbindungsaufbaus wird eine (auch virtuelle) Verbindung von der Nachrichtenquelle zur Nachrichtensenke, dies können auch mehrere sein, aufgebaut. Verschiedene Signalisierungsalgorithmen werden durchlaufen und wenn Kommunikationsbereitschaft besteht, wird ein Nachrichtenkanal von der Quelle zur Senke geöffnet. Die Begriffe Quelle und Senke bezeichnen die logische Ebene von Aktion und Reaktion, nicht die Richtung der Datenübertragung im Nachrichtenkanal.
Nachrichtenübertragung
Die Nachrichtenübertragung ist der transparente Informationsaustausch zwischen den Teilnehmern. Während der Übertragung können Gebühreninformationen registriert werden.
Verbindungsabbau
Beim Verbindungsabbau wird der Nachrichtenkanal geschlossen und alle beteiligten technischen Einrichtungen werden freigegeben.
Verwaltung
Konfigurationsschnittstelle für Teilnehmer- und Leitungsfunktionen, Überlastabwehr, Verkehrsbeobachtung.

## Grundsätzlicher Aufbau der Vermittlungseinrichtung
Die Vermittlungseinrichtung (VE) besteht aus der Peripherie, das sind Anschlussbaugruppen für Endeinrichtungen und Verbindungsleitungen zu anderen VE, dem Koppelfeld und der Steuerung (z. B. Koordinationsprozessor). Die Steuerung kann zentral oder dezentral erfolgen.

## Die digitale Vermittlungstechnik
Die digitale Vermittlungstechnik ist Teil des öffentlichen digitalen Nachrichtennetzes. In Deutschland werden je nach Netzbetreiber unterschiedliche Systeme eingesetzt. Die Deutsche Telekom nutzt in ihrem Netz die Systeme S12 und EWSD.

### Hauptteile
Die Hauptteile der digitalen Vermittlungstechnik sind Anschlussteil, Rufanschaltung, Codec, Koppelanordnung der PCM-Vermittlung, Vermittlungsstelle, Koppelfeld und Steuerung.
- Anschlussteil mit BORSCHT-Funktionen
- Koppelanordnung der PCM-Vermittlung. Die Koppelanordnung stellt Verbindungen der Kanäle der Zubringerbündel zu Kanälen der Abnehmerbündel her. Zur Steigerung der Leistung der Koppelanordnung kann diese mehrere Koppelstufen enthalten. Koppelanordnungen können aus Raumvielfach, Zeitvielfach oder der Kombination beider bestehen. Siehe auch digitale Vermittlungsstelle, Koppelfeld, EWSD.

## Unterschiedliche Vermittlungstechniken
- Leitungsvermittlung – Exklusive Kanalschaltung zwischen den Kommunikationspartnern (Telefonnetz)
- Nachrichtenvermittlung – Nachricht wird über Vermittler komplett zum Empfänger geliefert (Bote)
- Paketvermittlung – Nachricht wird in Pakete zerlegt und über eine vermittlungstechnisch geschaltete Nachrichtenverbindung zum Empfänger übermittelt. Der Transport von IP-Datenpaketen im Internet zählt nicht zur klassischen Vermittlungstechnik.